# エドゥアルド・レイ・マルケス
エドゥアルド・レイ・マルケス（Eduardo Ray Marquez、男性、1976年2月5日 - ）は、ニカラグアのプロボクサー。マナグア出身。元WBO世界ミニマム級王者。愛称はEl Faraón(ファラオ)。

## 来歴
1996年3月14日、マルケスはプロデビューをレオンで行い6回無効試合でデビューを果たした。
1998年1月31日にはハビエル・メディーナを10回判定で破る。
1998年7月3日、リー・サンドバルと対戦し6回TKOで破る。
1999年10月30日、マナグアのヒムナシオ・アレクシス・アルゲーリョでニカラグアミニマム級王者リー・サンドバルと1年3か月振りに再戦。しかし前回と違いサンドバルにペースを握られ、12回0-2(112-117、113-116、114-114)の判定負けを喫しプロ初黒星が付き、王座獲得に失敗した。
2000年3月11日、サンドバルの王座返上に伴い空位になったニカラグアミニマム級王座決定戦をフアン・フランシスコ・センテーロと行い、12回1-2の判定負けを喫しまたしても王座獲得に失敗した。
4連勝と立て直したマルケスだったが、2001年6月30日オスカル・ムリージョと対戦し10回判定負けを喫し思わぬところで取りこぼしを喫した。
2001年12月15日、カルロス・ファハルドと対戦し3回にファハルドが偶然のバッティングで負傷し、試合が続行できなくなったため無効試合に終わった。
2002年2月23日、カルロス・ファハルドと再戦するが8回判定負けを喫した。
2002年5月25日、リー・サンドバルとWBCラテンアメリカミニマム級王座決定戦を行いも自身初のKO負けとなる10回KO負けを喫し王座獲得に失敗した。
2002年10月19日、自身初の海外試合をエルサルバドルサンタ・アナでリー・サンドバルと再戦し10回引き分けに終わった。
2003年3月28日、世界初挑戦をスペインマドリードのパビリオン・"ライムンド・サポルタ"でWBO世界ミニマム級王者ホルヘ・マータと対戦し、マータに初黒星となる10回KO勝ちを収め王座獲得に成功した。
2003年5月3日、アメリカデビューをネバダ州ラスベガスのマンダレイ・ベイ・イベント・センターでイヴァン・カルデロンと対戦し、カルデロンを捕えきれず、9回0-3(81-89、2者が80-90)の負傷判定負けを喫しわずか2か月の短期政権に終わり初防衛に失敗し王座から陥落した。
2003年10月3日、再起をかけてライトフライ級に転向し後のWBA世界フライ級暫定王者でWBCラテンアメリカライトフライ級王者ロベルト・バスケスと対戦し、初回にダウンを奪われるとペースを失っていきなり劣勢に立たされたマルケスはペースを引き戻すことが出来ず、2回1分45秒TKO負けを喫し王座獲得に失敗した。
2004年9月17日、約1年振りの復帰戦をカジノ・ファラオスでカルロス・ファハルドと2年振りの再戦を行い、3回2分6秒TKO負けを喫し現役引退を表明した。
2010年12月4日、6年3か月振りの復帰戦をエルビス・ギジェンと行い2回にダウンを奪われるとそのままレフェリーストップがかかり試合終了。2回2分0秒TKO負けを喫しこの試合を最後に現役を引退した。

## 獲得タイトル
- WBO世界ミニマム級王座（防衛0）